# Limnebius kaszabi
Limnebius kaszabi är en skalbaggsart som beskrevs av Chiesa 1967. Limnebius kaszabi ingår i släktet Limnebius och familjen vattenbrynsbaggar. Inga underarter finns listade i Catalogue of Life.